# مصر للطيران الرحلة 843
في 7 مايو 2002 أقلعت طائرة مصر للطيران رحلة 843 من مطار القاهرة الدولي بالقاهرة متوجهة إلى مطار تونس قرطاج الدولي بتونس، وقبل هبوط الطائرة بدقائق، وعلى بعد 6 كم فقط من المطار اصطدمت الطائرة بأحد التلال المرتفعة المحيطة بالعاصمة التونسية، ونتج عن الحادث مقتل 15 شخصا من ضمنهم الطيار المصري ومساعده وجميع طاقم الضيافة وإصابة 49 آخرين.

## تفاصيل الرحلة

### بداية الرحلة
أقلعت رحلة مصر للطيران رقم 843 من مطار القاهرة الدولي بعد ظهر يوم 7 مايو 2002 متوجهة إلى مطار تونس قرطاج الدولي بالعاصمة التونسية، وتُقل 68 راكباً هم 27 مصرياً و 16 تونسياً، 3 من الجزائر، 3 من الأردن، 2 من بريطانيا، وسعوديا واحدا، وبعض الجنسيات الأخرى، على متن طائرة من طراز بوينغ 737-566 بقيادة الطيار «أشرف عبد العال» ومساعده «خالد عودة»، وكانت رحلة روتينية طبيعية بين القاهرة وتونس إلى أن دخلت الطائرة الأجواء التونسية.

### الاضطرابات وتحطم الطائرة
بعد دخول الطائرة للأجواء التونسية؛ تبيّن سوء الأحوال الجوية في المجال الجوي لمطار قرطاج الدولي، إلا أنه يسمح لهبوط الطائرات في المطار، وذلك بحسب إدارة مطار قرطاج، وقرر الطيار المصري إجراء عملية الهبوط الاعتيادية في المطار، ووقع الحادث أثناء عملية الهبوط، وهناك روايتين للحادث:
- الرواية الأولى والتي تقول أن الطيار وأثناء محاولته الهبوط في المطار لم تفتح عجلات الطائرة، وبالتالي طلب برج مراقبة مطار قرطاج من الطيار الدوران حول المطار ومحاولة فتح عجلات الطائرة وإفراغ الوقود من الطائرة خلال هذا الدوران، وقد نفى وزير النقل التونسي ما تردد بأن قائد الطائرة قد تخلص من الوقود لأن هذا النوع من الطائرات لا يمكن إفراغ الوقود منه بسرعة كبيرة في الجو وأن ذلك يعود إلى مسألة تتعلق بنوع الطائرة، وذلك على مسؤليته، وأثناء مرحلة الدوران فشلت عملية إنزال عجلات الطائرة مرة أخرى ومع انعدام الرؤية الأفقية وسوء الأحوال الجوية تحطمت الطائرة على سفوح الجبال على بعد 6 كم من تونس، مع الأخذ في الاعتبار أن الطيار لم يطلب الهبوط الإضطراري بسبب عدم نزول معدات الهبوط.
- الرواية الثانية والتي تقول أن الطائرة لم تتعرض لأي خلل فني، وأن عدة الهبوط تم إنزالها بشكل طبيعي (وهذا ما أظهرته المعاينة الأولية لموقع الحادث)، وبعد تفريغ مسجلات الصوت لكابينة القيادة وكذلك تفريغ مسجلات البيانات التي تظهر خطوات الطيارين المصريين وأداء أجهزة الطائرة لم تظهر أي شيء غير عادي في الدقائق الأخيرة من الحادث، وأن الطيار هبط إلى مستوى منخفض مقارنةً بالمستوى الواجب أن تحلق فيه الطائرة أثناء الهبوط بمطار قرطاج، وذلك لطبيعة الأرض الجبلية، ومع سوء الأحوال الجوية وانعدام الرؤية الأفقية اصطدمت الطائرة بالجبل على بعد 6 كم من العاصمة تونس.

### بعد التحطم
تحطمت الطائرة المصرية بعد عصر هذا اليوم، ونتيجة للإصطدام القوي بالجبل انشطرت الطائرة إلى نصفين، واشتعلت النيران بالجزء الخلفي للطائرة، ونتيجة لهذا كان أغلب الضحايا ممن كانوا جالسين بالجزء الخلفي للطائرة، وتوجهت فرق الإنقاذ إلى منطقة التحطم لإغاثة الركاب المصابين وانتشال جثث القتلى منهم.

## روايات الناجين
وصف عدد من الناجين من حادث طائرة مصر للطيران ارتطام الطائرة بأنه يشبه الزلزال، واجتمعت معظم آراء الناجين بأن الطيار طلب منهم ربط أحزمتهم بشكل جيد وأخذ نفس عميق والاحتفاظ به في صدورهم للتخفيف من المطبات الهوائية التي نمر بها، وأن يسندوا ظهورهم بشكل جيد إلى المقاعد لامتصاص أيّة صدمة قوية قد تحدث لهم، وقال أحد شهود العيان صادف تواجده في موقع التحطم أنه كان يمارس رياضة المشي فوق الهضبة، إلا أنه فوجىء بسقوط الطائرة المصرية بجواره وتهشمها. والإطاحة بمقعد الكابتن الذي تسبب في وقوعه على الأرض مغشياً عليه، وتم نقله مع بقية المصابين إلى المستشفى، وقال أحد الناجين «أن الطائرة قد خرجت من مصر بشكل عادي، ولكن عندما دخلنا الأجواء التونسية وجدنا حالة مناخية غير عادية لم يسبق لي أن شاهدتها منذ العام 1977 وبقينا نصف ساعة تقريبا بين الضباب ولم نستطع رؤية سطح الأرض بتاتاً»، وأضاف «أنه بينما كان الطيار يستعد للنزول في مطار تونس اصطدمت الطائرة فجأة بالجبل، وأنه الخطأ ربما شيئاً من الطيار وشيئا من الطائرة»

## بعد الحادث
بدأت شركة مصر للتأمين صرف التعويضات لشركة مصر للطيران عن الطائرة المنكوبة في تونس، وكذلك تعويضات الضحايا والمصابين طبقاً للاتفاقية الدولية، وبلغت قيمة تعويض الطائرة يصل إلى 22 مليون دولار أي 110 ملايين جنيه.